# Zuleydis Ortizová
Zuleydis Ortizová Puenteová (* 31. ledna 1976 Santiago de Cuba, Kuba) je bývalá kubánská sportovní šermířka, která se specializovala na šerm kordem. Kubu reprezentovala v devadesátých letech a v prvním desetiletí jednadvacátého století. Na olympijských hrách startovala v roce 2000 v soutěži jednotlivkyň a družstev. V soutěži jednotlivkyň se na olympijských hrách 2000 probojovala do čtvrtfinále. V roce 1997 obsadila druhé místo na mistrovství světa v soutěži jednotlivkyň. S kubánským družstvem kordistek vybojovala v roce 1998 druhé místo na mistrovství světa